# Гордин, Яков Хаимович
Яков Хаимович Гордин (бел. Якаў Хаймавіч Гордзін; 1876, Бобруйск — 1941) — белорусский советский шашист, шашечный композитор, пропагандист игры.

## Биография
Работал в типографии печатником. Увлёкся шашками в конце XIX века. Первый этюд опубликовал в январском номере киевского журнала «Шашки» за 1901 год. С тех пор регулярно печатался в петербургской «Ниве» («Литературные приложения»), в журнале «Шашки», «Шашечном листке», становился призёром конкурсов шашечных этюдов.
Тогда же создал в Бобруйске шашечный клуб. В 1903 году организовал первый турнир на звание чемпиона города.
В 1932 году опубликовал тиражом 3000 экз. первую в Белоруссии книгу по теории шашек — «Курс канцоў партый рускай шашачнай гульні». В 1938 году на чемпионате Белоруссии занял второе место.
В 1941 году во время оккупации города немцами в период войны погиб в Бобруйском гетто.

## Семья
Родители — Хаим Иоселевич Гордин (1850—?) и Сора Гордина (1850—?). Жена — Мери Эйдельман.